# Карниж
Карниж — пресноводное озеро на территории Михайловского сельского поселения Олонецкого района Республики Карелии.

## Общие сведения
Площадь озера — 2,4 км², площадь водосборного бассейна — 18 км². Располагается на высоте 88,8 метров над уровнем моря.
Форма озера продолговатая: оно более чем на четыре километра вытянуто с юго-запада на северо-восток. Берега каменисто-песчаные, преимущественно возвышенные.
С восточной стороны озера вытекает река Карниж, впадающая в озеро Долгое, из которого вытекает река Кирьга, впадающая в озеро Лоянское, протокой соединяющееся с озером Ташкенским. Из последнего берёт начало река Усланка, правый приток Свири.
Ближе к северо-восточной оконечности озера расположен один относительно небольшой остров без названия.
Населённые пункты и автодороги вблизи водоёма отсутствуют.
Код объекта в государственном водном реестре — 01040100711102000015303.